# Сибила Трелони
Професор Сибила Трелони е измислена героиня на Джоан Роулинг от поредицата „Хари Потър“. Тя е учител по пророкуване в училището за магия и вълшебство Хогуортс. Живее и преподава в една от най-високите кули на училищния замък. За първи път се споменава в третата част от поредицата, когато Хари, Рон и Хърмаяни започват да изучават предмета пророкуване, като през следващата година Хърмаяни се отказва от предмета, както много други ученици, заради съмненията си, че професор Трелони е шарлатанка, която не умее да пророкува, а само плаши хората с предстоящата им смърт. Дори Албус Дъмбълдор е на мнение, че този предмет е безсмислен и е по-добре да бъде махнат от училищната програма, но въпреки това назначава професор Трелони, тъй като тя единствена знае пророчеството, свързано с Хари Потър и Волдемор, което също е приемано с недоверие от магьосниците и единствено Дъмбълдор е повярвал на Трелони. В крайна сметка обаче пророчеството се оказва истина и думите на Сибила Трелони: „Докато единият е жив, другият не може да оцелее“ — се оказват верни и всичко си идва на мястото едва след смъртта на Черния лорд.